# Witvinlantaarnhaai
De witvinlantaarnhaai (Centroscyllium ritteri) is een vis uit de familie Etmopteridae (volgens oudere inzichten de familie Dalatiidae) en behoort in elk geval tot de orde van doornhaaiachtigen (Squaliformes). De vis kan een lengte bereiken van 43 centimeter.

## Leefomgeving
De witvinlantaarnhaai is een zoutwatervis. Deze soort haai is endemisch voor de oostkust van Japan. Over de
witvinlantaarnhaai is heel weinig bekend. Deze haai leeft op grote diepte, tussen de 100 en 1000 m onder het wateroppervlak.

## Relatie tot de mens
De witvinlantaarnhaai is voor de beroepsvisserij van geen belang. 